# 0163
0163 è il prefisso telefonico del distretto di Borgosesia, appartenente al compartimento di Torino.
Il distretto comprende la parte settentrionale della provincia di Vercelli, alcuni comuni della provincia di Novara, il comune di Villa del Bosco (BI) e la frazione di Piana dei Monti nel comune di Madonna del Sasso (VB). Confina con la Svizzera a nord-ovest e con i distretti di Domodossola (0324) a nord, di Baveno (0323) a nord-est, di Arona (0322) a est, di Novara (0321) a sud-est, di Vercelli (0161) a sud, di Biella (015) a sud-ovest e di Ivrea (0125) a ovest.

## Aree locali e comuni
Il distretto di Borgosesia comprende 40 comuni compresi nelle 3 aree locali di Borgosesia, Gattinara e Varallo (ex settori di Alagna Valsesia, Rimasco, Scopello e Varallo). I comuni compresi nel distretto sono: Alagna Valsesia, Alto Sermenza, Balmuccia, Boccioleto, Borgosesia, Breia, Campertogno, Carcoforo, Cavallirio (NO), Cellio, Cervatto, Civiasco, Cravagliana, Fobello, Gattinara, Ghemme (NO), Grignasco (NO), Lenta, Lozzolo, Madonna del Sasso (VB) (solo frazione Piana dei Monti), Mollia, Pila, Piode, Prato Sesia (NO), Quarona, Rassa, Rimella, Riva Valdobbia, Roasio, Romagnano Sesia (NO), Rossa, Sabbia, Scopa, Scopello, Serravalle Sesia, Valduggia, Varallo, Villa del Bosco (BI) e Vocca .